# 富山港線
富山港線（日语：／ Toyamakō sen */?）是一條連結富山縣富山市的富山站停留場和岩瀨濱站，由富山地方鐵道營運的有軌電車路線。原由JR西日本營運，後來改為以輕軌模式營運，並轉由富山縣政府及富山市政府共同成立的富山輕軌接手及改建。2020年3月21日與富山地方鐵道路面電車合併，並成為其路面電車線的一部份。

## 路線資料

### 輕軌化後
- 路線距離（營業距離）：全長7.7公里
  - 富山站－奧田中學校前 1.2公里（軌道事業（日语：軌道法））
  - 奧田中學校前－岩瀨濱 6.5公里（第一種鐵道事業）
- 軌距：1067毫米
- 站數：13個（包括起終點站）
- 複線路段：八田橋東附近〜奥田中学校前
- 電氣化路段：全線（直流600V）
- 閉塞方式
  - 富山站－奧田中學校前：無閉塞式
  - 奥田中學校前－岩瀨濱：自動閉塞式
- 可交會站：4（奧田中学校前、粟島、城川原、大廣田）
- 車輛基地：併設在城川原站（本社與運轉指令所（日语：運転指令所）併設於同一站）
- 最高速度：60公里/小時

### JR西日本營運時
- 路線距離（營業距離）：8.0公里（第一種鐵道事業）
- 軌距：1067毫米
- 站數：10個（包括起終點站、臨時站）
- 複線路段：沒有（全線單線）
- 電氣化路段：全線（直流1500V）
- 閉塞方式：自動閉塞式（特殊）
可交會站：1（城川原）

## 運行形態
与JR西日本运营时相比，富山轻轨接管后，列車運行的班次大约增加了3倍，比JR时代更为方便。
在富山轻轨接管後，平日早上最高可达每小时6班，而在晚上20时30分前为15分間隔，晚上20时30分后至23時为30 - 40分一班。而在休日，在20时30分前为15分間隔，而晚上20时30分後至23時台为30 - 40分間隔。在移管前，尾班車在21时就已经开出，22时后就没有班次，而在移管后富山站北的列车，最晚的班次在23時15分开出，岩瀬浜开出的班次则延长至22時42分。而在2015年3月14日的时刻表更改中，富山站北的尾班車，更延至23時30分。平日早上在富山站北开出的列车会有2班以越中中島为终点。當沿線有大型活动时，会加开在次日0時後運行的臨时班次。
富岩铁道・国铁・JR時代的運行形態参见「歴史」。
|                   |                | JR西日本运营時 | 富山轻轨 移管後 |
| 富山站北始发 班次 | 5              | 1              | 1               |
| 富山站北始发 班次 | 6              | 2              | 2               |
| 富山站北始发 班次 | 7              | 1              | 5               |
| 富山站北始发 班次 | 8              | 2              | 6               |
| 富山站北始发 班次 | 9 - 16         | 1              | 4               |
| 富山站北始发 班次 | 17             | 2              | 4               |
| 富山站北始发 班次 | 18 - 19        | 1              | 4               |
| 富山站北始发 班次 | 20             | 1              | 3               |
| 富山站北始发 班次 | 21             | 1              | 2               |
| 富山站北始发 班次 | 22             | 0              | 2               |
| 富山站北始发 班次 | 23             | 0              | 1               |
| 富山站北始发 班次 | 合計           | 20             | 66※             |
| 富山站北首班车    | 富山站北首班车 | 5:55           | 5:57            |
| 富山站北尾班車    | 富山站北尾班車 | 21:31          | 23:30           |

- JR西日本運営時是2005年3月1日时刻表改正时的平日班次。
- 富山轻轨移管後是2015年3月14日时刻表改正时的平日班次。
- ※注：66班當中，有2班是短途车。

2021年10月10日起，包括富山軌道線在內的全線開始接受ICOCA付款。

## 車站列表
所有停留場及車站均位於富山縣富山市。帶有#的停留場、車站是可以進行列車交會的停留場、車站。
| 停留場編號 | 中文站名                   | 日文站名 | 英文站名 | 站間距離 | 營業距離 | JR 時代 營業距離 | 接續路線、備註 |
| ---------- | -------------------------- | -------- | -------- | -------- | -------- | ---------------- | --- |
| C15        | 富山站                     |          |          | -        | 0.0      | ---              | 西日本旅客鐵道：北陸新幹線、高山本線（富山） 愛之風富山鐵道：愛之風富山鐵道線（富山） 富山地方鐵道：本線（電鐵富山）、富山市內軌道線（富山站停留場、電鐵富山站·ESTA前停留場） |
| C26        | 富山奧爾克斯運河公園酒店前 |          |          | 0.3      | 0.3      | ---              | |
| C27        | INTEC本社前                |          |          | 0.2      | 0.5      | ---              | |
| C28        | 龍谷富山高校前（永樂町）   |          |          | 0.3      | 0.8      | ---              | |
| C29        | 奧田中學校前#              |          |          | 0.4      | 1.2      | ---              | |
| C30        | 下奧井                     |          |          | 0.9      | 2.1      | 2.3              | |
| C31        | 粟島（大阪屋Shop前）#      |          |          | 0.8      | 2.9      | ---              | |
| C32        | 越中中島                   |          |          | 0.4      | 3.3      | 3.5              | |
| C33        | 城川原#                    |          |          | 1.0      | 4.3      | 4.5              | |
| C34        | 犬島新町                   |          |          | 0.4      | 4.7      | ---              | |
| C35        | 蓮町（馬場紀念公園前）     |          |          | 0.8      | 5.5      | 5.8              | |
| C36        | 萩浦小學校前#              |          |          | 0.7      | 6.2      | 6.4              | |
| C37        | 東岩瀨                     |          |          | 0.5      | 6.7      | 6.9              | |
| C38        | 競輪場前                   |          |          | 0.6      | 7.3      | 7.5              | |
| C39        | 岩瀨濱                     |          |          | 0.4      | 7.7      | 8.0              | |

### 廢除路段
（）內是起點起計的營業距離。國鐵、JR西日本時代的富山站接續路線與現在的富山站北停留場相同。
本線（2006年廢除）
富山（0.0公里）－富山口（0.7公里）－（奧田中學校前平交道）－下奧井（2.3公里）
貨物支線（1986年廢除）
大廣田站（0.0公里）－富山港站（1.4公里）
貨物支線（1984年廢除）
富山站（0.0公里）－奧田站（1.9公里）

### 廢站
廢除路段的車站除外
- 本線
  - 藥專校前停留場 - 1943年廢除、奧田中學校前－下奧井間（富山起計1.4公里）
- 貨物支線
  - 船溜站 - 1943年廢除、富山－奧田間（富山起計0.9公里）
  - 木場町站 - 1943年廢除、富山－奧田間（富山起計1.2公里）

### 過去的接續路線
- 蓮町站：北陸本線貨物支線（富山操車場方向） - 現在的犬島新町站南側合流，貨物支線營業當時犬島新町站未開業。

1. ↑  平成２７年３月１４日からのポートラムダイヤ改正のお知らせPDF - 富山轻轨
2. ↑   (PDF) (新闻稿). 富山地方鉄道／富山市／西日本旅客鉄道. 2021-09-10  [2021-09-10]. （原始内容 (PDF)存档于2021-09-10） （日语）.